# Борзенка (річка)
Борзе́нка, Бахмачка, Бахмач — річка в Чернігівській області України, права притока річки Борзна. Басейн Дніпра. Протяжність 50 км. Площа водозбірного басейну 423 км².
Долина коритоподібна, симетрична шириною до 2 км. Заплава двостороння, її ширина становить 50-800 м. Русло помірно звивисте, його середня ширина становить до 5 м. Похил річки - 0,6 м/км. Живлення мішане, льодостав триває з грудня по березень.
Витік біля села Тиниця Бахмацького району. Протікає територією Бахмацького, Борзнянського районів Чернігівської області.
На берегах річки знаходяться такі населені пункти (від витоку до гирла): Тиниця, Бахмач, Пашків, Острів, Стрільники, Миколаївка, Борзна, Кинашівка.

## Притоки
- Річка без назви - права притока. Бере початок на північному заході від Тулушки. Спочатку тече на північний захід через Халимонове, а у селі Бахмач повертає на південний захід і впадає у Борзенку. Річку перетинає автомобільна дорога Т 2531. Довжина річки 17 км, похил річки — 0,77 м/км. Площа басейну 204 км².[2]

## Етимологія
Назва гідроніму Борзенка ймовірно походить від слова «борзина́» — бистрина, яке має старослов'янське походження і значить «прудка, швидка [вода]». За іншим припущенням, слово Борзна (зменшувально-пестливою формою якого є Борзенка) — це пізніша форма первісного варіанту Ворзна/Варзна (від волзько-фінської (давньомордовської) основи *vur ‘ліс’: морд. v́́́́́íŕ < *vur ‘ліс’, саамс. vaerre ‘ліс’, фін. vuori ‘гора’), яка виникла внаслідок подальшого слов'янського переосмислення. Від назви річки згодом дістав своє ім'я і однойменний населений пункт.